# Erysichton insularis
Erysichton insularis, Jameela insuralis, är en fjärilsart som beskrevs av Tite 1963. Erysichton insularis ingår i släktet Erysichton och familjen juvelvingar. Inga underarter finns listade i Catalogue of Life.